# Rio dos Piaus
Rio dos Piaus är ett vattendrag i Brasilien.   Det ligger i delstaten Tocantins, i den centrala delen av landet, 400 km norr om huvudstaden Brasília.
Omgivningarna runt Rio dos Piaus är huvudsakligen savann. Runt Rio dos Piaus är det mycket glesbefolkat, med 2 invånare per kvadratkilometer.